# Hamirpur (Distrikt, Himachal Pradesh)
Der Distrikt Hamirpur (Hindi: हमीरपुर जिला) ist ein Distrikt des indischen Bundesstaats Himachal Pradesh. Sitz der Distriktverwaltung ist Hamirpur. Der Distrikt entstand im Jahr 1972 durch Herauslösung aus dem Distrikt Kangra.

## Geografie

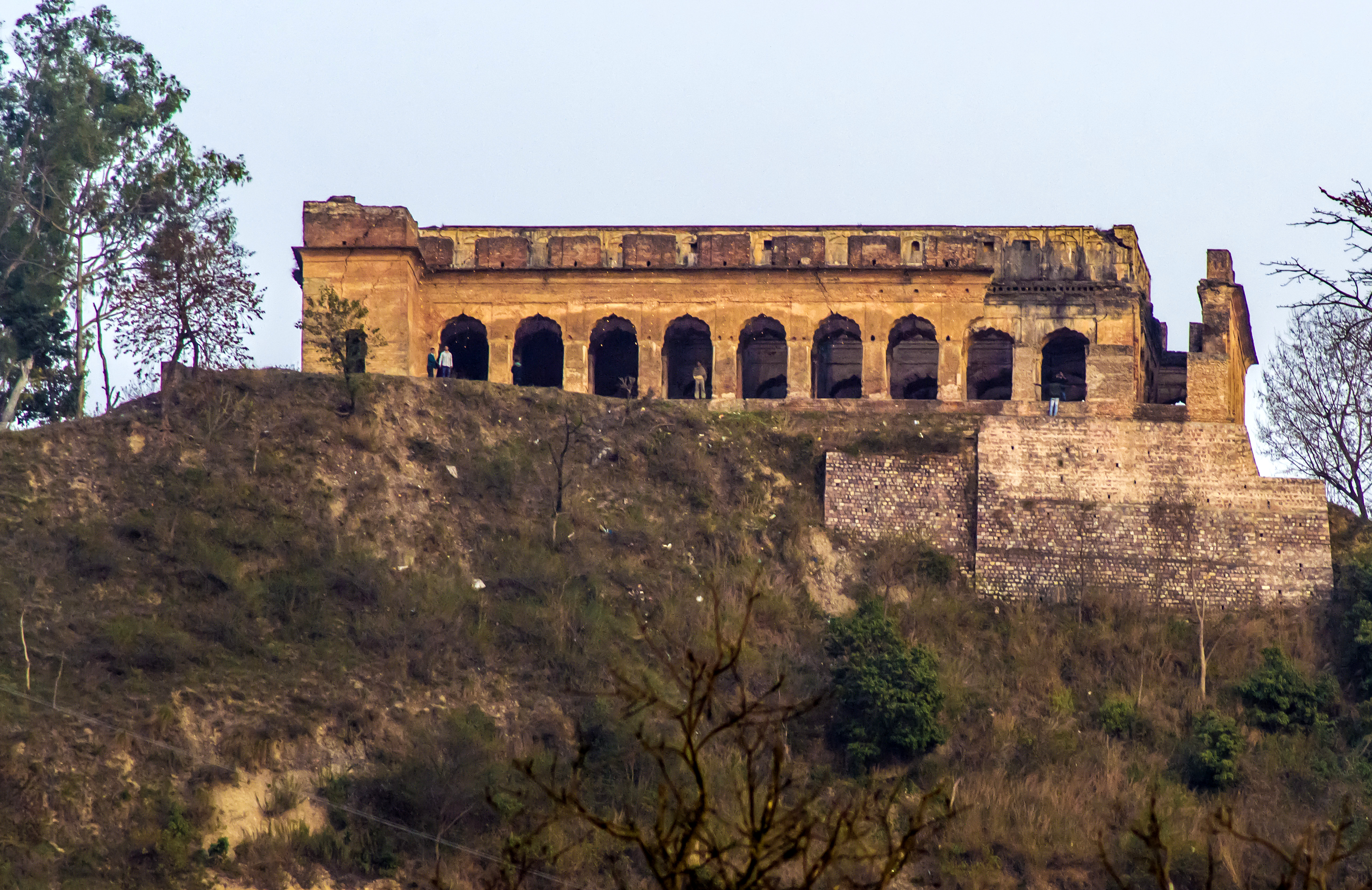
Katoch-Palast

Der Distrikt Hamirpur liegt im Südwesten von Himachal Pradesh im Bereich zwischen den Siwalikketten und dem Vorderen Himalaya. Nachbardistrikte sind Mandi im Nordosten, Kangra im Norden, Una im Westen sowie Bilaspur im Süden. Der Beas fließt entlang der nördlichen Distriktgrenze. Dessen linker Nebenfluss Kunah Khad durchquert den Distrikt in nordwestlicher Richtung.
Die Fläche des Distrikts Hamirpur beträgt 1118 km².

## Verwaltungsgliederung
Der Distrikt ist in vier Sub-Divisionen gegliedert: Hamirpur, Barsar, Nadaun und Bhoran.

## Bevölkerung
Nach der Volkszählung 2011 hat der Distrikt Hamirpur 454.768 Einwohner. Die Bevölkerungsdichte liegt mit 253 Einwohnern pro Quadratkilometer über dem Durchschnitt des Bundesstaates.